# Kościół Podwyższenia Krzyża Świętego w Czaplinku
Kościół Podwyższenia Krzyża Świętego w Czaplinku – rzymskokatolicki kościół pomocniczy należący do parafii Świętej Trójcy w Czaplinku, dekanatu Barwice, diecezji koszalińsko-kołobrzeskiej, metropolii szczecińsko-kamieńskiej, zlokalizowany w Czaplinku, w gminie Czaplinek, powiecie drawskim, w województwie zachodniopomorskim.

## Historia
Budowę kościoła protestanckiego (luterańskiego) rozpoczęto w 1829 roku według projektu niemieckiego architekta Karla Friedricha Schinkla. Jest to budowla neoklasycystyczna z elementami neoromańskimi, na planie krzyża greckiego. 
Obecnie jest to kościół rzymskokatolicki, a świątynia została konsekrowana w dniu 24 października 1999 roku przez biskupa Mariana Gołębiewskiego. 

## Wyposażenie
Ściany we wnętrzu są ozdobione współczesną polichromią, wykonaną w 1954 roku przez Władysława Drapiewskiego, w prezbiterium znajduje się ceramiczna mozaika, powstała w latach 80. XX wieku, natomiast w bocznych ołtarzach są umieszczone drewniane rzeźby wykonane przez czaplineckiego artystę, Edwarda Szatkowskiego. Na jednej z empor znajdują się neogotyckie organy zbudowane przez szczecińską firmę Barnima Grüneberga. 

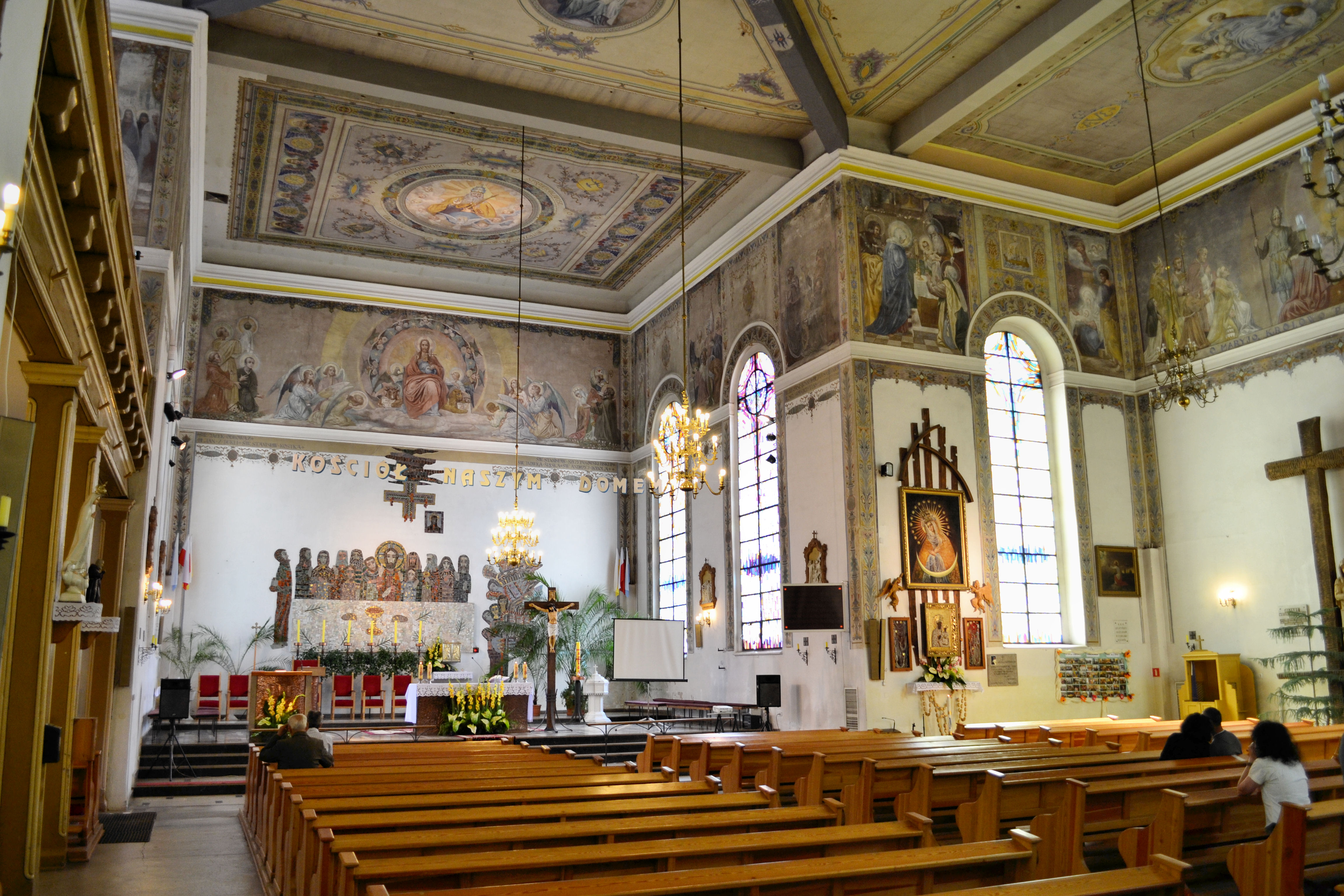
Wnętrze kościoła ozdobione współczesnymi polichromiami